# Vickers Jockey
Vickers Type 151 Jockey là một loại máy bay tiêm kích đánh chặn thử nghiệm của Anh.

## Biến thể
Type 151 Jockey
Type 171 Jockey II
Type 196 Jockey III

## Tính năng kỹ chiến thuật (Type 171)
Dữ liệu lấy từ Andrews & Morgan 1988, tr. 254
Đặc điểm tổng quát
- Kíp lái: 1
- Chiều dài: 23 ft 0 in (7.01 m)
- Sải cánh: 32 ft 6 in (9.90 m)
- Chiều cao: 8 ft 3 in (2.51 m)
- Diện tích cánh: 150 ft2 (13.94 m2)
- Trọng lượng rỗng: 2.260 lb (1.025 kg)
- Trọng lượng có tải: 3.161 lb (1.434 kg)
- Động cơ: 1 × Bristol Jupiter VIIF, 530 hp (395 kW)

Hiệu suất bay
- Vận tốc cực đại: (trên độ cao 10.000 ft, 3.048 m) 218 mph (351 km/h)
- Trần bay: (tuyệt đối) 31.000 ft (9.450 m)
- Vận tốc lên cao: (trên độ cao 10.000 ft, 3,048 m) 2.083 ft/min (10,6 m/s)

Vũ khí trang bị
- 2 Súng máy Vickers